# 東京理科大学大学院イノベーション研究科
東京理科大学大学院イノベーション研究科（とうきょうりかだいがくだいがくいんイノベーションけんきゅうか）は東京理科大学大学院に設置されていた研究科。かつては東京理科大学大学院総合科学技術経営研究科(-そうごうかがくぎじゅつけいえいけんきゅうか）と称した。

## 沿革
- 2004年（平成16年）4月 - 総合科学技術経営研究科として設置。専門職大学院の総合科学技術経営専攻のみからなる。
- 2005年（平成17年）4月 - 専門職大学院の知的財産戦略専攻を開設。
- 2009年（平成21年）4月 - 総合科学技術経営専攻を技術経営専攻に改称。博士後期課程のイノベーション専攻を開設。
- 2011年（平成23年）4月 - イノベーション研究科に改称。
- 2018年（平成30年）4月 - 募集停止。技術経営専攻については、経営学研究科に新設された技術経営専攻に実質的に引き継がれた。

## 課程

### 専門職学位課程
- 技術経営専攻 (Management of Technology, MOT)
修了者には技術経営修士（専門職）が授与される。[1]
- 知的財産戦略専攻 (Master of Intellectual Property, MIP)
修了者には知的財産修士（専門職）が授与される。[1]

### 博士後期課程
- イノベーション専攻 (Graduate School of Innovation Studies, INS)
修了者には博士(技術経営)が授与される。[1]

## 所在地
技術経営専攻・イノベーション専攻
〒102-8152 東京都千代田区富士見2-11-3（2006年より）
〒162-0825 東京都新宿区神楽坂2-6 PORTA神楽坂4階・5階（2011年より）
知的財産戦略専攻
〒102-0072 東京都千代田区飯田橋4-25-1 飯田橋セントラルプラザ2階（現・東京理科大学オープンカレッジ）